# ÖBB 5099
Die Reihe 5099 der Österreichischen Bundesbahnen (ÖBB) waren meterspurige Zahnrad-Triebwagen, die von Simmering-Graz-Pauker konstruiert und gebaut wurden. Ab 1964 wurden zwei Triebwagen auf der Schafbergbahn, eingesetzt. Die beiden Fahrzeuge waren als Prototypen für die Modernisierung der Schafberg- und Schneebergbahn vorgesehen, es wurden jedoch keine weiteren Fahrzeuge bestellt. 
Im Jahr 2006 wurden die Fahrzeuge von der Salzkammergutbahn (SKGB) übernommen und trugen seither die Bezeichnungen VTz 21 und 22. Ab 2014 war nur noch VTz 22 in Betrieb und kam noch bis 2021 fallweise zum Einsatz. 
VTz 21 befindet sich seit 2014 in der HLW Hollabrunn. 2024 wurde VTz 22 zur Höllentalbahn überstellt und soll betriebsfähig aufgearbeitet und für den Einsatz auf Adhäsionsantrieb adaptiert und umgespurt werden.

## Geschichte

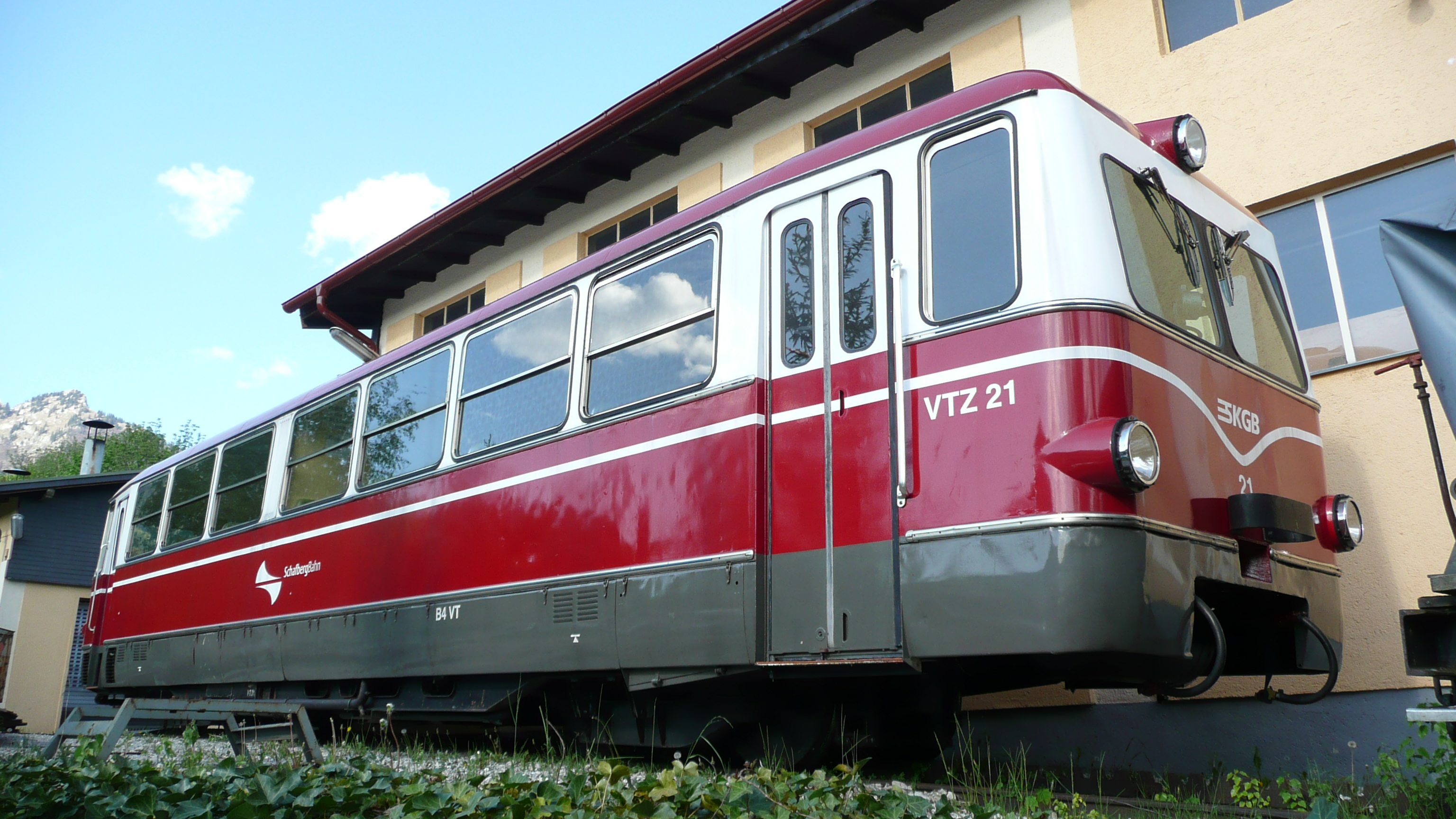
SKGB VTZ21, vormals 5099.01 in St. Wolfgang

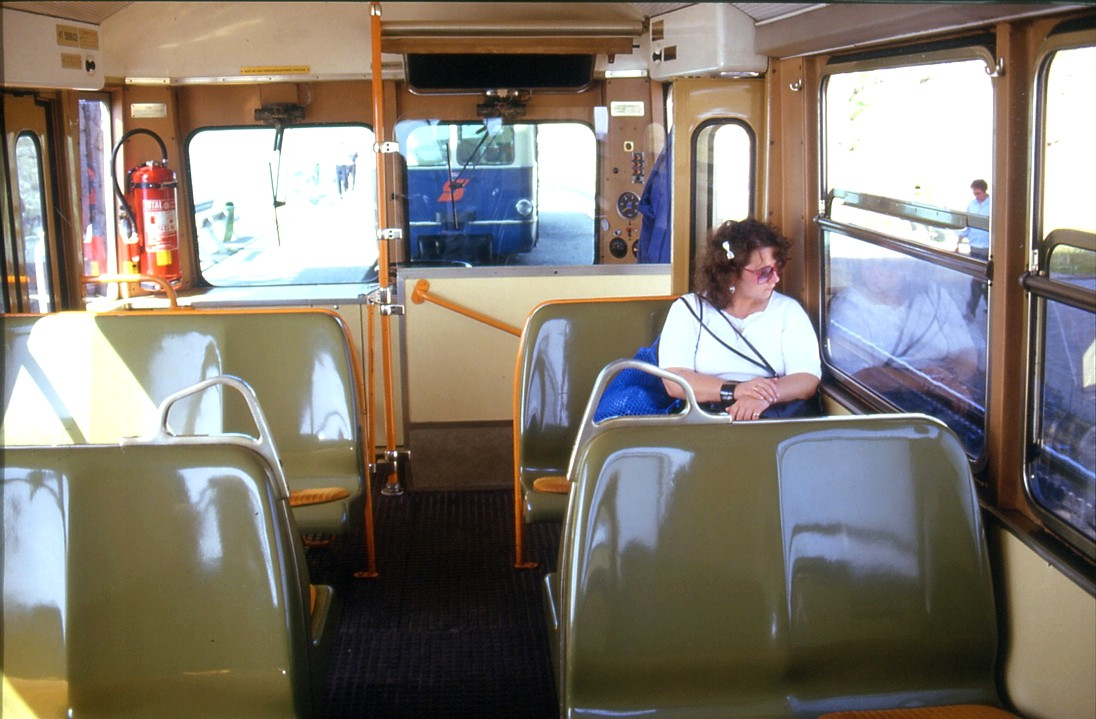
Innenansicht

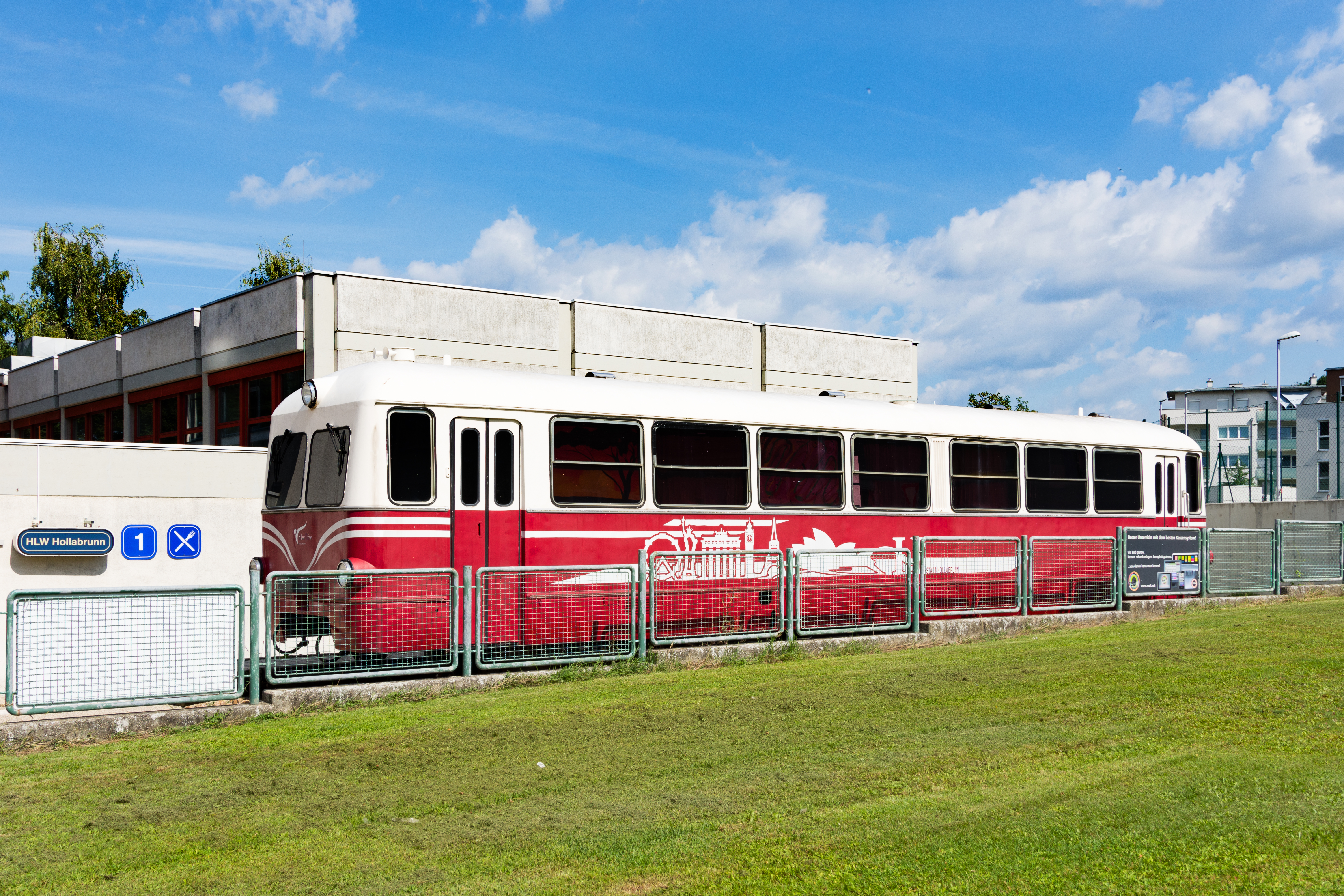
VTZ 21 am Gelände der HLW Hollabrunn (2021)

In den 1960er-Jahren versuchten die ÖBB, den Betrieb auf ihren beiden schmalspurigen Zahnradbahnen – der Schneebergbahn in Niederösterreich und der Schafbergbahn im Salzkammergut – auf Dieselbetrieb umzustellen. 1962 wurden deswegen bei Simmering-Graz-Pauker zwei vierachsige Schmalspurtriebwagen bestellt, sie waren damit die ersten dieselhydraulisch angetriebenen Zahnradtriebwagen der Welt. Im Mai und Juni 1964 wurden beide Triebwagen zur Schafbergbahn transportiert (ab Vöcklabruck per Straßenroller), bei den folgenden Probefahrten traten allerdings auch einige größere Probleme auf. Im Planbetrieb kamen sie vorerst nur wenig zum Einsatz und der 5099.01 wurde deshalb im Oktober 1964 für einige Umbauten wieder zurück zum Hersteller gebracht, beim 5099.02 folgten diese Arbeiten dann im Mai 1965.
Nach dem Umbau kam der 5099.01 im Jänner 1965 zu Probefahrten auf die Schneebergbahn, um die Möglichkeiten eines Winterbetriebs für Schifahrer zu testen. Ein dauernder Einsatz scheiterte allerdings am zu engen Profil der Vorbauten an den beiden Tunnels, auch war die Verwendung von flüssigen Kraftstoffen im dortigen Wasserschutzgebiet problematisch. Am 5. April 1965 wurde er dann endgültig wieder nach St. Wolfgang überstellt, wo die beiden Triebwagen dann auch die folgenden Jahrzehnte verblieben. Lediglich Komponenten kamen zur Aufarbeitung in die ÖBB-Hauptwerkstatt St. Pölten.
Über die folgenden Jahre wurden weitere Kinderkrankheiten behoben, an der großen Lärmentwicklung ließ sich aber kaum etwas verbessern. Dadurch waren sie beim Publikum nicht sonderlich beliebt, aber sie stellten (zumeist paarweise im Einsatz) trotzdem eine große Entlastung für die deutlich langsameren Dampflokomotiven 999.102 bis 106 dar. In den Jahren bis 1996 bedienten sie das Grundangebot auf der Schafbergbahn und konnten durch die größere Geschwindigkeit und dem Entfall der Rüstzeiten wesentlich mehr Fahrten pro Tag durchführen.
Als Retourfracht zur Anlieferung der neuen 999.204 verließ am 22. März 1996 erstmalig nach vielen Jahren ein Triebwagen St. Wolfgang und wurde per Straßenroller zum Bahnhof Vöcklabruck gebracht. Durch zwischenzeitlich neu gebaute Vorbauten an den Tunnels war kurzfristig ein erneuter Einsatz auf der Schneebergbahn ins Auge gefasst worden, auch wäre der Bedarf auf der Schafbergbahn durch die drei neuen Dampfloks entsprechend verringert geplant gewesen. Allerdings gab es bei der Inbetriebnahme der SLM-Neubaudampfloks einige schwerwiegende Probleme (Heißläufer und dgl.), sodass nach einigen Wochen Standzeit am Bahnhof Vöcklabruck der 5099.02 wieder nach St. Wolfgang gebracht wurde.
In den 10 Jahren bis zur Übernahme durch die Salzkammergutbahn GmbH kamen sie deshalb weiterhin am Schafberg zum Einsatz, bei nunmehr aber abnehmender Laufleistung. Ab 2006 wurden die Triebwagen dann als SKGB VTz 21 und 22 bezeichnet und als Reserve für Spitzenverkehrszeiten und Sonderveranstaltungen bzw. bei Ausfall eines Dampfzuges eingesetzt.
2012 bzw. 2013 wurden beide nach Motorschäden abgestellt und der VTz 21 als Ersatzteilspender ausgeschlachtet. Der VTz 22 konnte nach einer Hauptuntersuchung im Sommer 2014 zu seinem 50-jährigen Jubiläum wieder in Betrieb genommen werden. Die jährlich notwendige Revision wurde im Winter 2020/21 dann aber nicht mehr durchgeführt und seitdem stand der Triebwagen im Freien abgestellt neben der Fahrzeughalle in St. Wolfgang.
Bereits im November 2014 verließ der VTz 21 die Schafbergbahn und dient seither als Kreativzentrum für die Schüler an der HLW Hollabrunn.
Ende August 2024 wurde auch der nicht betriebsfähige VTz 22 abtransportiert, und zwar nach Hirschwang zur Höllentalbahn. Der Triebwagen wird auf 760 mm Spurweite und Adhäsionsbetrieb umgebaut und erhält auch wieder die ursprüngliche Farbgebung von 1964. Der Einsatz mit Fahrgästen soll in der Saison 2025 erfolgen.

## Technische Merkmale
Die in Leichtbauweise ausgeführten Triebwagen bestehen aus einem geschweißten Rahmen, der die Maschinenanlage unterflurig trägt, und dem Kastenaufbau. Der Fahrgastraum verfügt über 70 Sitzplätze (Anordnung 2+3) und zusätzlich 8 Klappsitze in den Einstiegsräumen. Große Fenster erlauben eine gute Aussicht. Der Triebwagen stützt sich auf einem bergseitigen Lauf- und talseitigen Trieb-Drehgestell ab. Für das Design zeichnete Johann Benda, Designer beim Hersteller SGP verantwortlich. Die Triebwagen waren cremeweiß-saphirblau mit silbernem Dach gehalten, der neue Anstrich der SKGB ist weiß-rot mit rotem Dach.
Unter dem Fahrgastraum befindet sich ein V-180°-Achtzylinder-Vorkammer-Dieselmotor von SGP mit einer Leistung von 450 PS (331 kW) bei 1500/min. Die Drehmomentübertragung erfolgt über eine drehelastische Kupplung und eine Gelenkwelle auf den Drehmomentwandler vom Typ RL 100 y von Voith, von dort über ein SGP-Nachschalt-Wendegetriebe mittels Gelenkwellen und Schneckengetriebe auf die beiden Abt’schen Zahnräder im talseitigen Drehgestell.
Der Triebwagen hat drei voneinander unabhängige Bremsanlagen: Die hydraulische Betriebsbremse mittels Drehmomentwandler ist von der Fahrgeschwindigkeit abhängig und wird automatisch geregelt, wodurch ein Überbremsen bei der Talfahrt verhindert wird. Die Druckluft-Bandbremse wirkt auf die Bremszahnräder des Laufdrehgestells und die Federspeicher-Klotzbremse auf die Zahnräder des Triebdrehgestells. Wenn die maximale Talfahrtgeschwindigkeit von 12 km/h überschritten wird, sprechen die beiden letztgenannten Bremseinrichtungen automatisch an und bringen den Triebwagen zum Stillstand.

## Trivia
Die 5099 waren die einzigen sich im Bahnbetrieb bewährenden österreichischen Triebwagen mit V-180 - Motor. Die ebenfalls von SGP gefertigten Schienenbusse Baureihe ÖBB 5080 sowie der Prototyp SGP 5047 hatten hingegen mit Motorenproblemen zu kämpfen. Die geringe Stückzahl führte jedoch später zu entsprechenden Ersatzteilproblemen bei den Motoren.